# لوزرفروت
کاتلین بلستن (به انگلیسی: Kathleen Belsten) (متولد ۲۲ فوریه ۱۹۹۳)، که با نام مستعار آنلاین خود لوزرفروت (Loserfruit) شناخته می‌شود، ستاره اینترنتی، استریمر، یوتیوبر و بازیکن حرفه‌ای استرالیایی است. او در میان گیمرهای زن دومین کانال دنبال شده در توییچ را دارد و تنها پشت پوکیمان قرار دارد. کانال اصلی وی در یوتیوب ۳٫۳۲ میلیون مشترک دارد در حالی که کانال وبلاگ او ۸۰۸ هزار مشترک دارد (از آوریل ۲۰۲۱).

## حرفه

### یوتیوب
بلستن کانال یوتیوب خود Loserfruit را در ۲۵ مارس ۲۰۱۳ راه‌اندازی کرد و در ابتدا شروع به ارسال ویدیوهای League of Legend کرد. در طول شروع کار خود در یوتیوب، او شروع به ساخت فیلم‌های طنز از League of Legends کرد، که اغلب جنبه کمدی داشت. او در ماه مه سال ۲۰۱۷ به ۱۰۰٬۰۰۰ مشترک در کانال اصلی خود راه یافت و از آن زمان به ۳/۳۵ میلیون مشترک رسیده‌است (تا ژوئن ۲۰۲۲). وی در حال حاضر حدود ۴۰۰ میلیون بازدید در کانال اصلی خود در یوتیوب دارد.
بلستن دومین کانال یوتیوب خود را به نام لوفو (Lufu) در ۲۴ سپتامبر ۲۰۱۶ راه اندازی کرد. او در این کانال عمدتاً از زندگی روزمره خود به شیوه طنز ویدیو می‌سازد که به ۸۰۰ هزار مشترک رسیده و ۸۲٬۹۲۳٬۹۰۵ بازدید در آنجا به دست آورده‌است.